# Väike-Veerksu
Väike-Veerksu – wieś w Estonii, w prowincji Põlva, w gminie Veriora.